# Deh-e Dārūgheh
Deh-e Dārūgheh (persiska: ده داروغه) är en ort i Iran.   Den ligger i provinsen Khorasan, i den nordöstra delen av landet, 700 km öster om huvudstaden Teheran. Deh-e Dārūgheh ligger 1 156 meter över havet och antalet invånare är 102.
Terrängen runt Deh-e Dārūgheh är platt.Runt Deh-e Dārūgheh är det ganska tätbefolkat, med 56 invånare per kvadratkilometer. Närmaste större samhälle är Nīshābūr, 5,9 km öster om Deh-e Dārūgheh. Trakten runt Deh-e Dārūgheh består till största delen av jordbruksmark.